# المشاريح (حبيش)

تعديل مصدري - تعديل

المشاريح محلة تابعة لقرية التفادي، التابعة لعزلة التفادي بمديرية حبيش إحدى مديريات محافظة إب في الجمهورية اليمنية، بلغ تعداد سكانها 25 حسب تعداد اليمن لعام 2004.